# CH Barcelona-Catalunya
Le Club Gel Barcelona-Catalunya est un club de hockey sur glace espagnol, basé à Barcelone, Catalogne.

## Histoire
Ce club est issu de la scission entre les joueurs de la réserve du FC Barcelona Hockey et leur club. Ainsi, au début de la saison 1975-1976, les joueurs prirent leur indépendance, sans pour autant obtenir de meilleurs résultats. Après tout juste deux ans d'existence, le club se mettra en sommeil, pour toujours.

## Historique
| Saison    | Championnat | Coupe d'Espagne | Coupe d'Europe |
| --------- | ----------- | --------------- | -------------- |
| 1975-1976 | ?           | ?               | -              |
| 1976-1977 | 6e          | ?               | -              |